# 안드레이 루뇨프
안드레이 예브게니예비치 루뇨프(러시아어: Андрей Евгеньевич Лунёв, Andrey Yevgenyevich Lunyov, 1991년 11월 13일 ~ )는 현재 아제르바이잔 프리미어리그의 가라바흐에서 활약하고 있는 러시아의 축구 선수이다.